# 特里特山
特里特山（英語：Mount Treatt）是南極洲的山峰，位於肯普地，屬於萊基山脈的一部分，根據澳大利亞探險隊拍攝的空中照片繪入地圖，現時由南極條約體系管理。